# Museo Rolin
El Museo Rolin es un museo francés de la ciudad de Autun, en el sur de Borgoña, creado en 1878 por iniciativa de la Société Eduenne des Lettres, sciences et arts. Se encuentra en el sitio del antiguo hotel del canciller Nicolas Rolin y la casa Lacomme. Sus colecciones abarcan desde la arqueología galorromana hasta la pintura del siglo XX y están divididas en unas veinte salas. Está clasificado como un Musée de France  y sigue siendo la sede de la Sociedad Eduenne.

## Orígenes del museo
Dedstinado a la destrucción, el Hotel Rolin  fue salvado por poco por la Société Eduenne des lettres, Sciences et Arts y su presidente Jacques-Gabriel Bulliot. Por iniciativa suya, los edificios del patio norte, vinculados a los restos de la porte des Bancs, fueron clasificados como Monumento histórico en 1877, adquiridos en enero de 1878 y restaurados. El 3 de septiembre de 1880, la Société Eduenne estableció allí su sede, su biblioteca y su museo.
En 1955, la misma compañía donó sus edificios y colecciones a la ciudad de Autun. A cambio, este último garantizaba a la ciudad el uso perpetuo de la biblioteca y sus colecciones y se comprometía a crear un puesto de conservador para el museo. La casa Lacomme, al sur, en la plaza Saint-Louis, fue comprada para reunir las colecciones del Ayuntamiento en un mismo lugar.

## Colecciones
Las colecciones del museo  están divididas en cuatro departamentos: arqueología, arte medieval, historia regional y bellas artes (siglos XVII al XX). Además, se dedica un espacio a la donación de André y Monique Frénaud, que incluye noventa y cuatro obras de artistas contemporáneos.

### Arqueología, período galorromano
El departamento de arqueología presenta restos y obras de la antigüedad romana. Se exhibe un gran número de figuritas, pequeños bronces y estatuillas, incluyendo un Grupo de dos gladiadores en bulto redondo. También hay adornos (joyas, fíbulas, alfileres...), herramientas (siglos I al IV), jarras y cerámica. La mayoría de estas obras y objetos cotidianos son testigos de la época galorromana de la ciudad de Autun, fundada en el siglo I por el emperador Augusto. 
Una habitación está dedicada a estelas funerarias decoradas con bajorrelieves que representan al difunto. Los mosaicos completan la colección. También cabe destacar un muy hermoso casco de bronce martillado para las parada militares.

### Arte medieval

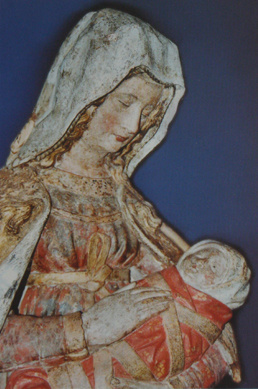
Detalle de la Vierge d'Autun, caliza policromada.

La colección medieval contiene un grupo de estatuas románicas y pinturas de famosos maestros.
- Entre la estatuaria se encuentra la La Tentation d'Ève (siglo XI), atribuida a Gislebert.[7][8] Este altorrelieve estaba en el dintel de un portal lateral de la catedral de Autun. La Tombeau de saint Lazare (circa 1170), obra monumental firmada por el monje Martin,[9] está parcialmente reconstruida con las estatuas que se han conservado: San Andrés, Marta y María Magdalena. Este relicario de seis metros de altura, en forma de una iglesia en miniatura, estaba situado detrás del coro de la catedral de Autun y fue destruido en 1766.[10][11] Además, también se exhiben esculturas de artistas borgoñoneses del siglo XV que representan, entre otras, a Santa Margarita, San Miguel, Santa Catalina y Santa Bárbara. Finalmente, la Virgen de Autun, en piedra caliza policromada, es una de las obras maestras del museo.
- Entre las pinturas, la obra más famosa es la Nativité avec le portrait du cardinal Jean Rolin (Natividad con el retrato del Cardenal Jean Rolin) (1480), del Maestro de Moulins. Otras pinturas incluyen La Cène (siglo XVI) de Pieter Coecke van Aelst, l'Adoration des mages (la Adoración de los Magos), un tríptico del siglo XVI, del Maestro de la Adoración de Utrecht y el Triptyque de l'eucharistie (Tríptico de la eucaristía) (1515).

## Historia regional
El departamento de historia regional exhibe documentos (mapas, grabados...) del siglo XV al XIX sobre la ciudad de Autun y sus alrededores.

### Bellas artes delsigloXVIIalsigloXX
La sección de bellas artes reúne cuadros de pintores de los siglos XVII al XX (David Teniers el Joven, Charles-Joseph Natoire, Eugène Devéria, André Suréda, Horace Vernet, Jules-César-Denis van Loo, Édouard Cibot, Édouard Auguste Nousveaux).
El museo posee una colección de sesenta pinturas, dibujos y grabados de Maurice Denis, y diez óleos sobre lienzo del pintor de Autunois Albert Montmerot.

### Donación de André y Monique Frénaud
La donación de André y Monique Frénaud incluye noventa y cuatro obras de artistas contemporáneos como Maurice Estève, Vieira da Silvia, Fernand Léger, Joan Miró, Jean Dubuffet, Raoul Ubac, Geneviève Asse, Jean Bazaine y Jean Fautrier.
Entre las obras más destacadas se encuentran L'Homme à la pochette (1945) de Jean Dubuffet, L'Hommage à Jean Fouquet (1952) de Maurice Estève, Corps étendu (1949) y Nature morte jaune (1950) de Raoul Ubac, L'Oiseleur de Jacques Villon (1931), la escultura Oiseau et oiseaux (1950) de André Beaudin.

## Otras obras

### Escultura
- Groupe de deux gladiateurs, estatuillas, bronce bañado en plata, período galorromano.
- La Tentation d'Ève, dintel, primera mitad del siglo XII, atribuéido a Gislebert.
- Le Tombeau de saint Lazare, 1150-1170, del monje Martin.
- La Vierge d'Autun, mitad del siglo XV.
- Buste de femme, {siglo XIX), de Jules Dalou.[13]
- Portrait en marbre de Rhodia Bourdelle de Margaret Cossaceanu  (1943)

### Pintura
- La Nativité au cardinal Rolin, hacia 1480, del Maestro de Moulins.
- L'Adoration des mages, tríptico del siglo XVI, del Maestro de la Adoración de Utrecht.
- Le Triptyque de l'Eucharistie, 1515.
- Annonciation, 1607-1677, atribuido a Mathieu Le Nain.
- Anne de Boleyn à la Tour de Londres, dans les premiers moments de son arrestation, 1835, de Édouard Cibot.
- La Vallée de Chevreuse, 1849, de Giuseppe Palizzi.[14]
- Denis, Maurice (1898). «Un coin de Saint-Germain-en-Laye». Base Joconde (en francés) (01610000032). N°Inventaire CH. 154. Consultado el 25 de junio de 2020.

## Galería

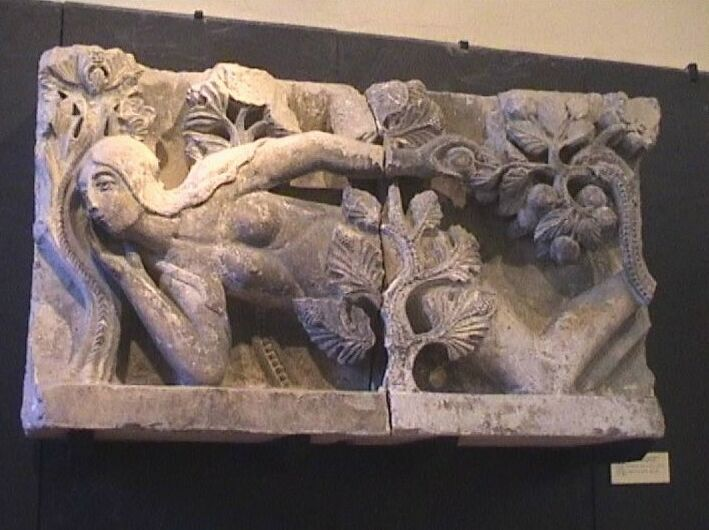
Attribué à Gislebert, La Tentation d'Ève (hacia 1130).
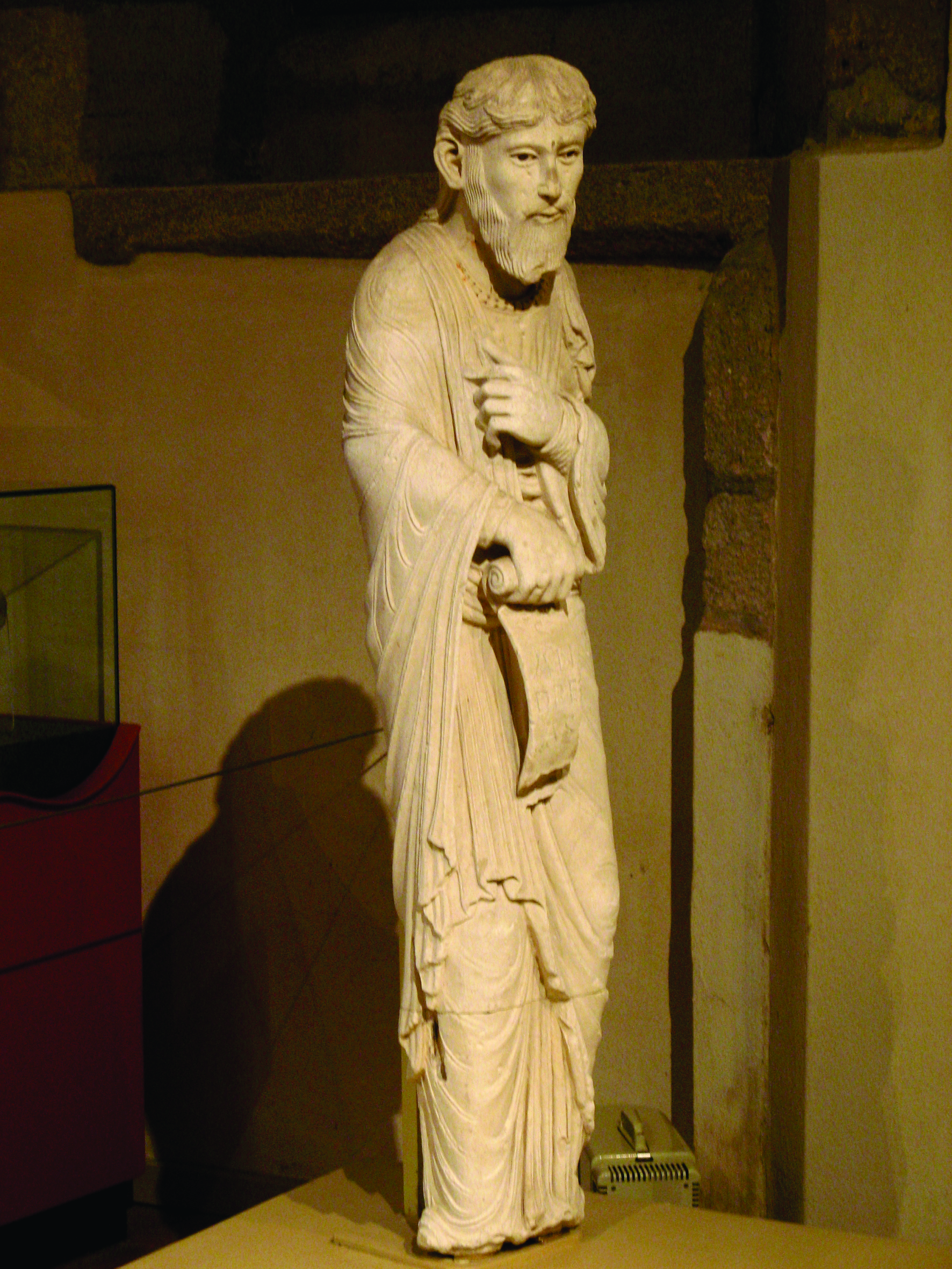
El monje Martin, Saint André (siglo XII).
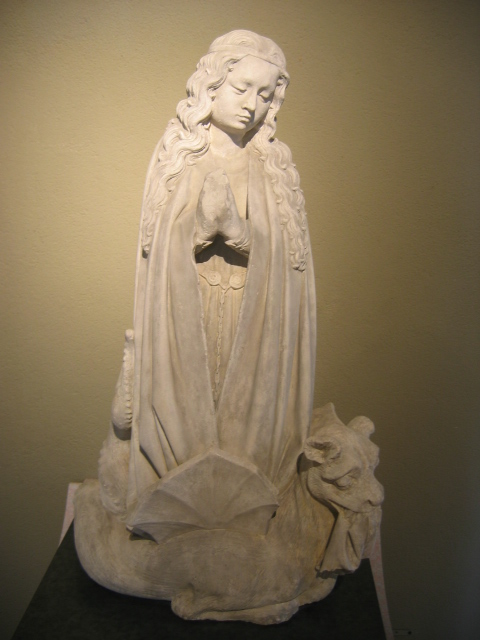
Anónimo, Sainte Marguerite (siglo XV).
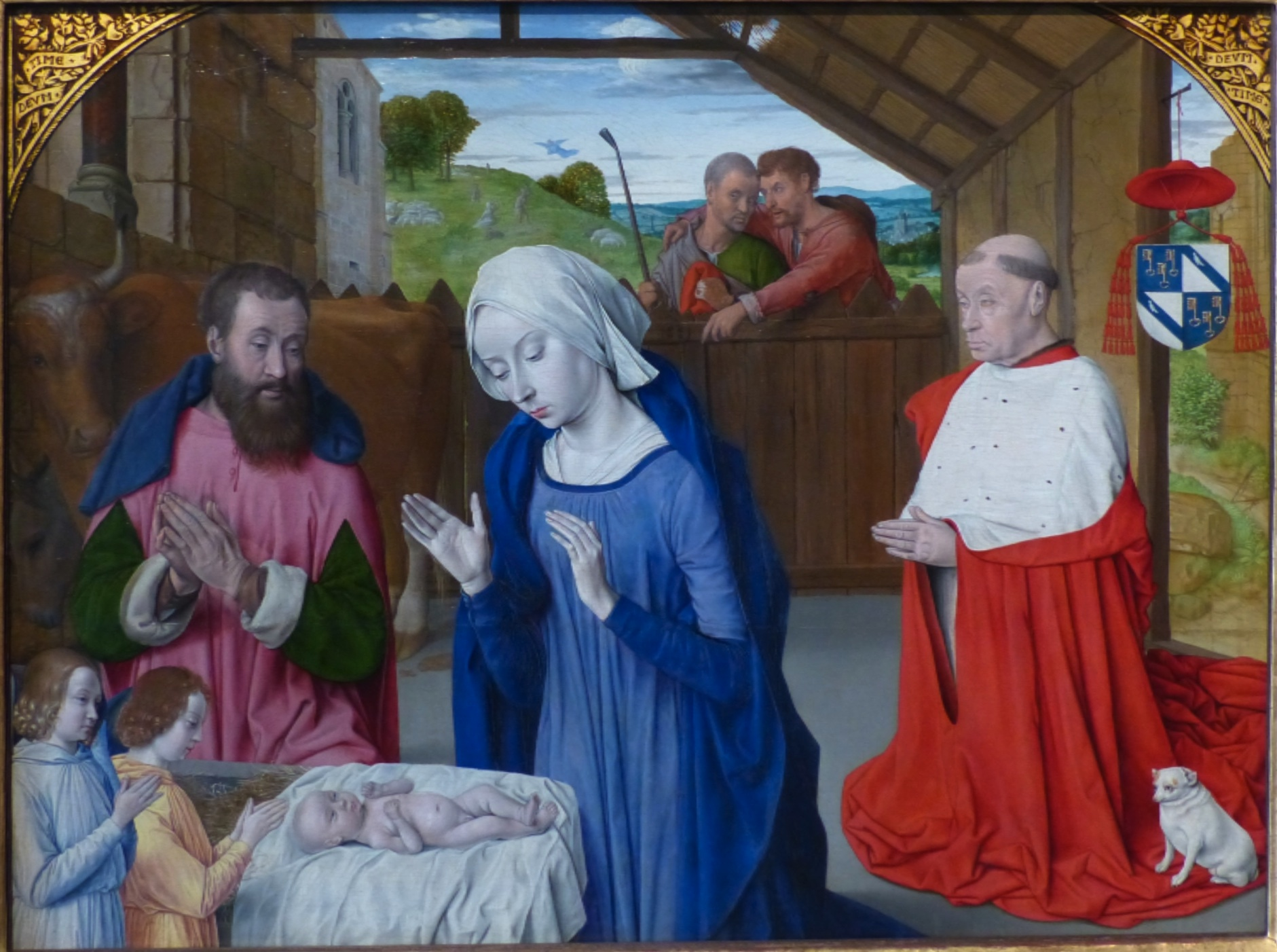
El Maestro de Moulins, Nativité au cardinal Rolin (hacia 1480).
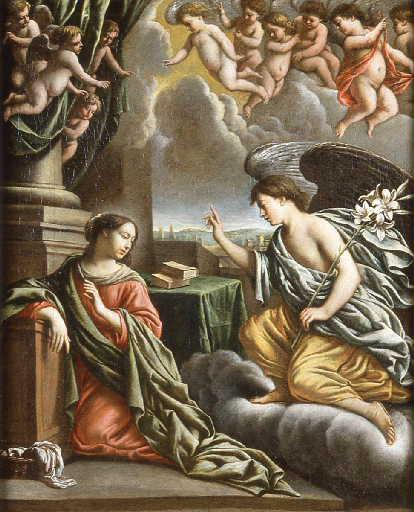
Mathieu Le Nain, L'Annonciation (siglo XVII).
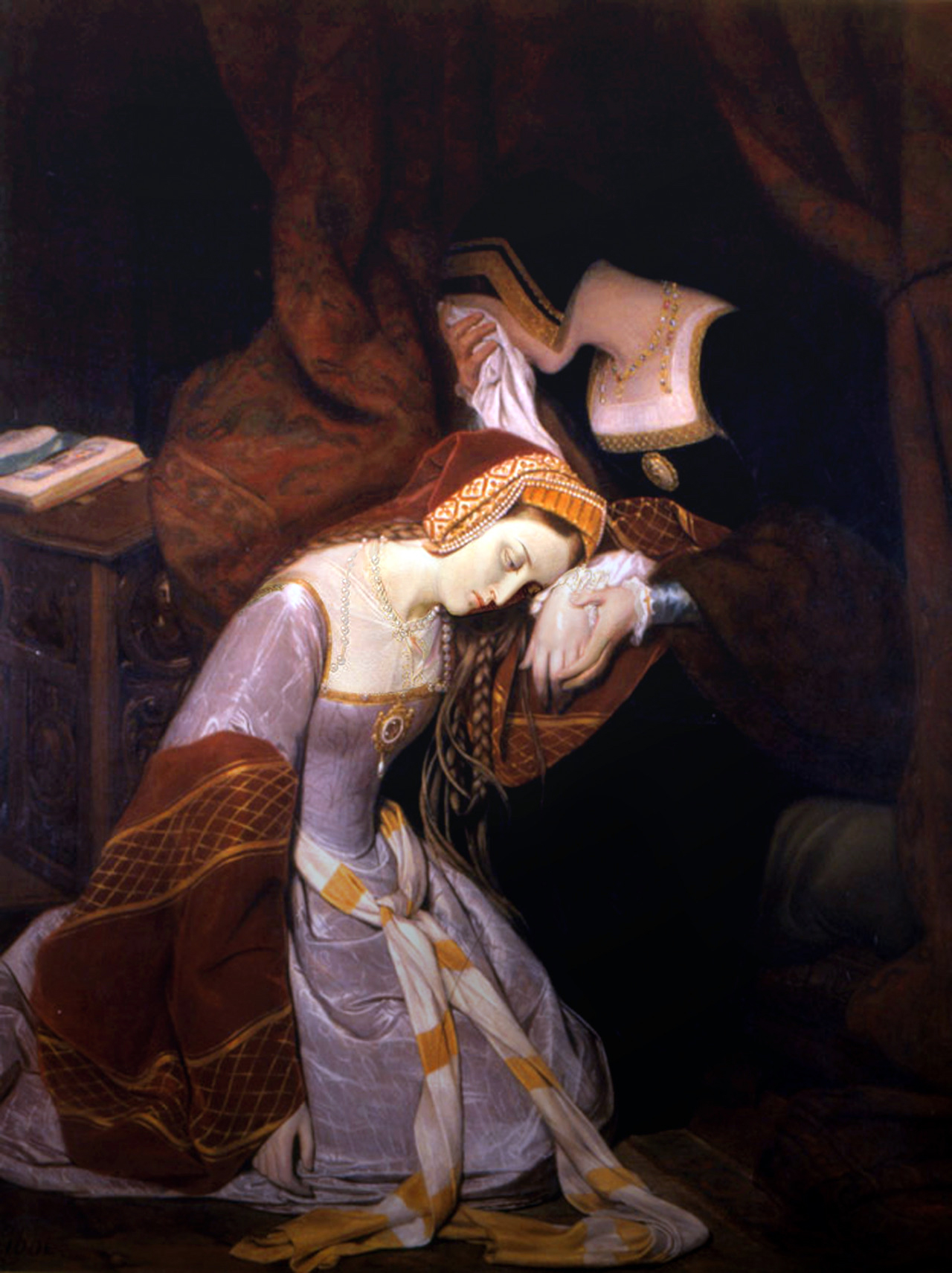
Édouard Cibot, Anne de Boleyn à la Tour de Londres (1835).

## Exposiciones temporales
- Del 26 de marzo al 20 de junio de 2011, Balthus ou le temps du sablier, una exposición de unos sesenta dibujos, esbozos, estudios y bocetos del pintor Balthus (1908-2001).
- Del 5 de julio al 31 de diciembre de 2019 FANTASTIQUES ! Figures du monstre de l'Antiquité à nos jours, exposición de múltiples trabajos sobre el monstruo en el arte.